# روسولا برازيلية
روسولا برازيلية (الاسم العلمي: Russula brasiliensis) هي نوع من الفطريات يتبع جنس الروسولا من الفصيلة الروسولية               .	